# Phaonia tuguriorum
Phaonia tuguriorum este o specie de muște din genul Phaonia, familia Muscidae. A fost descrisă pentru prima dată de Giovanni Antonio Scopoli în anul 1763. Conform Catalogue of Life specia Phaonia tuguriorum nu are subspecii cunoscute.